# Centris melanochlaena
Centris melanochlaena är en biart som beskrevs av Smith 1874. Centris melanochlaena ingår i släktet Centris och familjen långtungebin. Inga underarter finns listade.